# Groupement Sportif des Pétroliers d'Algérie
Groupement Sportif des Pétroliers d'Algérie was een continentale wielerploeg die in 2010 werd opgericht. In 2011 was het, samen met Geofco-Ville d'Alger, de eerste Algerijnse wielerploeg ooit die een UCI-licentie verkreeg. Algerijns boegbeeld van het wielrennen Youcef Reguigui vertrok in 2012 naar de grootste Afrikaanse profploeg MTN-Qhubeka. In 2016 ging de ploeg verder zonder continentale licentie.

## Bekende (ex-)renners
Abdelkader Belmokhtar (2013-2015)
 Yacine Hamza (2018, 2020)
 Abdelbasset Hannachi (2012-2015)
 Azzedine Lagab (2011-2015, 2018, 2020)
 Youcef Reguigui (2011-2012)
2011 · 2012 · 2013 · 2014